# Tetramerista
Tetramerista, monotipski biljni rod iz porodice Tetrameristaceae. Jedina vrsta je T. glabra, do 40 metara visoko drvo i do 100 cm u promjeru koje rastre po obalnim močvarnim šumama Malajskog poluotoka, Bornea i Sumatre.
Poznato je pod brojnim lokalnim nazivima, a trgovačko mu je ime »punah«.

## Sinonimi
- Tetramerista crassifolia Hallier f.
- Tetramerista montana Hallier f.
- Tetramerista paniculata Kurz